# Красів (Стрийський район)
Кра́сів — село в Україні, у Стрийському районі Львівської області. Населення становить 433 особи. Орган місцевого самоврядування — Тростянецька сільська рада.
Колишня німецька сільськогосподарська колонія Райхенбах (нім. Reichenbach).

## Географія
Поблизу села проходить автошлях міжнародного значення Київ — Чоп. Красів розташований у широкій долині понад річкою Зуброю. До села прилягає ще кілька хуторів — Сущин, Варшава та Мідяки. Зі сходу, від лісів, до Красова тече Бобрівка. Назва струмка свідчить про те, що колись у цій заболоченій місцині траплялися бобри.

## Символіка
У синьому полі двоє скошених золотих граблів, руків'ями додолу, над ними — золота чаша, обабіч та внизу — по срібній квітці вишні з золотим осердям. Граблі були на печатках Райхенбаха у XIX столітті, чаша символізує місцевий храм Святої Параскеви, а три квітки вишні вказують на переселення частини мешканців з с. Вишенька.

## Історія
Історія Красова сягає углиб століть. На території сільради археологи розкопали курган, який походить з кінця 3 — початку 2 тисячоліття до нашої ери (епоха міді та бронзи). У ньому знайдено древнє поховання, кам'яну сокиру та кулясті керамічні глечики.

### ЧасиРечі Посполитої
Перша письмова згадка про село датована 1443 роком. Тоді воно вже належало до королівських володінь Владислава III. Він надавав Красів у користування для шляхти за вірну службу.
У податковому реєстрі 1515 року в селі документується піп (отже, уже тоді була церква), млин та 10 ланів (близько 250 га) оброблюваної землі.
У каменоломнях Красова добували камінь для будівництва всіх визначних будівель Львова XV—XVII століть. Здавна село перебувало на волоському праві, тобто панщини не відробляло, проте платило грошові та натуральні податки.
У 1614 році село перейшло у власність миколаївського війта Івана Терлецького. Відтоді селяни займалися розбудовою молодого містечка. На початку XVII століття село постраждало від татарських набігів та у 1618–1620 роках красівці обробляли лише 20 гектарів з усієї своєї землі.
У 1626 році татари частково поруйнували Красів. Через два роки після того, за переписом, у селі мешкало 12 кметів. Уже тоді існувала панщина. Після часткової відбудови, ще одного страхітливого спустошення від ординців село зазнало восени 1648 року під час Хмельниччини. Від руйнувань село оживало повільно: ще у 1739 році у селі мешкало лише п'ять родин греко-католицької віри. Але згодом село стало розростатися і вже 1765 року давало до королівської скарбниці 1720 золотих прибутку на рік.

### Австрійська епоха та початок XX століття
Після захоплення Галичини Австрією у 1772 році в Красові засновано німецьку колонію Райхенбах. У 1808 році там проживало 120 протестантів. У 1828 році село викупив у держави багатій Крікстабер. На честь скасування панщини в селі встановили пам'ятний «знак свободи».
У Красові знайдено поклади піску. Також збудовано промислову піч, де протягом багатьох років випалювали вапно. Вона збереглася до сьогодні — з кам'яним фундаментом, чотирма отворами для відбору готового вапна й конвеєрною лінією, через яку завантажували руду.
Наприкінці XIX століття сільським дяком був Петро Самбірський, а священиком до 1901 року о. Євген Шухевич (родич Романа Шухевича). У Красові провів дитинство і юність відомий львівський адвокат, січовий стрілець — Степан Шухевич, син о. Євгена.

### Друга Польща
Після окупації Галичини поляками, за Другої Речі Посполитої, Красів став центром сільської ґміни львівського повіту і водночас львівського воєводства. У сільській школі запроваджено викладання польською мовою. Українська залишилась як один із предметів. У 1936 році біля села двічі на день почав курсувати автобусний маршрут «Львів — Стрий».
Після приходу радянської влади, протягом грудня 1939 — лютого 1940 років, німецьке населення колонії Райхенбах, як і інших німецьких колоній із західноукраїнських земель через сепаратні домовленості між урядами Німеччини та СРСР, були змушені повернутися на свою історичну Батьківщину. Німецькі переселенці колонії Райхенбах були направлені у польські етнічні землі, а саме до Генерал-губернаторства, реґіон так званого Вартеґау, що навколо Познані. Майно колоністів, що залишили німці, було націоналізоване радянською владою. Протягом 1940—1950 років в покинутих хатах розселили декілька родин з околиць с. Вишенька, що на з Мостищини, примусово депортованих радянською владою звідти через створення на цих землях військового артполігону.

### Радянські часи
У липні 1944 року у село ввійшли радянські війська. Близько п'ятдесяти красівців забрали на фронт. Після війни колишня колонія Райхенбах та хутір Варшава увійшли до складу Красівської сільради як її села, але з новими назвами — Благоводівка і Смереки.
У 1950 році в Красові створено перший колгосп. У 1966 році в селі збудовано торговий центр — продуктовий і промтоварний магазин та кафе під єдиною назвою «Зубра». За рік на базі кравецької майстерні створено павільйон побутового обслуговування населення. А ще через рік тут відкрили цех художніх виробів.
Наприкінці існування Радянського Союзу у 1989 році, Львівська обласна рада ухвалила рішення про приєднання сіл Благоводівка та Смереки до Красова. Тим же рішенням ці адміністративно-територіальні одиниці були скасовані, а згадка про них залишилася лише у пам'яті місцевого населення.

### За незалежності України
Нині село газифіковане, має автобусне сполучення зі Львовом.
1992 року в Красові побувала фольклорист Оксана Кузьменко й записала з наспіву селянина Миколи Самборського (1915 року народження) особливий варіант пісні «Човник хитається» на слова і музику Романа Купчинського.
У серпні 2010 року під час своєї операції працівники ДАІ викрили незаконний автозлом, а у ньому — 19 автомобілів, а також запасні частини до них — 85 кузовів, 54 двигуни. Усе знайдене на автозломі — завезене до України контрабандою.
Поблизу села є кілька приватних рекреаційних об'єктів з можливістю водного відпочинку на озерах і штучних водоймах. На північній околиці Красова в урочищі Бобрівки збудований найбільший в Україні тюбінговий парк.

## Населення

### Мова
Розподіл населення за рідною мовою за даними перепису 2001 року:
| Мова       | Кількість | Відсоток |
| ---------- | --------- | -------- |
| українська | 433       | 100%     |

## Відомі люди
- Герасимович-Когут Анна Володимирівна — хоровий диригент, фольклорист, композитор, мемуарист.
- Карл Шльоссер — австрійський та український військовий діяч, отаман, командир 11-тої Стрийської бригади УГА.
- Мудрий Мар'ян Михайлович — доктор історичних наук, доцент кафедри новітньої історії України Львівського національного університету, член Робочої групи з моніторингу шкільних підручників з історії України.

## Церква святої Параскеви
Перша згадка про місцеву церкву датується 1565 роком. Також відомо, що у XVIII столітті тут вже була дерев'яна церква святої Параскеви, збудована у 1707 році. Біля неї стояла дзвіниця на дубових стовпах під соломою. Всередині дзвіниці було три дзвони. В описі церковного майна від 1805 року зазначено, що однокупольна церква збудована з букового дерева і стоїть на кам'яному фундаменті. Наприкінці XIX століття тодішній парох о. Є. Шухевич писав, що церква всередині була доволі бідною.
У 1894 році під час крайової виставки у Львові з нагоди 100-річчя повстання Тадеуша Костюшка, народний майстер з Гуцульщини Лесь Копчук збудував дерев'яну церкву. Після виставки, за ініціативи отця Шухевича, красівська громада придбала її і перевезла у село. Цей храм зберігся донині.
Дерев'яну церкву встановили у північній частині села, на крутому схилі. Хрестоподібна у плані, вона має три верхи. Стіни вертикально шальовані новими дошками, дахи накриті цинкованою бляхою, фундамент обкладений природним каменем. Особливість цієї церкви полягає у тому, що головний вхід розташований зі сходу, там, де за традицією, має бути вівтар. Ймовірно, що нетрадиційна орієнтація головної осі храму зумовлена специфікою місцевого рельєфу.
У 1896 році церкву святої Параскеви освятив тодішній Митрополит Галицький Сильвестр Сембратович. До 1939 року покровителем храму святої Параскеви була фундація ім. Абрагамовичів зі Львова. Після приходу радянської влади у 1950-х роках церкву замкнуто. Вже у час перебудови 15 квітня 1989 року відбулося її урочисте відкриття. Напередодні події священик о. Богдан Когут увійшов до храму й побачив, що кивот, а ще чаша і корона у ньому через 30 років залишилися неторкані. А всередині чаші були частиці для св. Причастя, які не змінилися, не втратили смаку за десятки років. Цей випадок УГКЦ визнала Євхаристійним чудом.
Також збереглися і деякі ікони зі старої церкви. Зокрема ікона Богородиці Одигітрії, намальована у першій третині XV століття, сьогодні зберігається в Національному музеї імені Андрея Шептицького у Львові. У сільській церкві є її репродукція. Також у бічній наві церкви встановлене розп'яття, привезене уродженцем села Іваном Каутою (під час другої світової війни воював на Апеннінському півострові) з Італії.